# Jordan Walker (baloncestista de 1997)
Jordan Walker (Indianápolis, Indiana; 19 de octubre de 1997) es un jugador profesional estadounidense de baloncesto, que mide 1,93 metros y actualmente juega en la posición de base para el Club Baloncesto Lucentum Alicante de la Primera FEB.

## Profesional
Es un base formado en la Universidad Estatal de Morehead, situado en Morehead, en el estado de Kentucky, en la que jugó durante 4 temporadas con los Morehead State Eagles, desde 2016 a 2020.
En la temporada 2021-22, firma por el SC Rist Wedel de la ProB, la tercera división del país germano, promediando 18.40 puntos en 10 partidos.
En octubre de 2021, Walker firmó por el Hamburg Towers de la Basketball Bundesliga alemana.
El 30 de junio de 2022 fichó por el equipo belga del Okapi Aalstar de la BNXT League, una competición conjunta de Bélgica y los Países Bajos, logrando 16,9 puntos, 3,5 rebotes y 3,1 asistencias por partido en 28 apariciones.
En la temporada 2023-24, firma por el  FMP Beograd de la Liga Serbia de Baloncesto. A mitad de la temporada, firma por el NKA Universitas Pecs de la A División húngara, donde promedió 14,7 puntos, 2,6 rebotes y 2,0 asistencias en 11 partidos.
El 31 de julio de 2024, firma por el Club Baloncesto Zamora de la Primera FEB.
El 9 de agosto de 2025, firma por el Club Baloncesto Lucentum Alicante de la Primera FEB.